# تد برمن
تد برمن (انگلیسی: Ted Berman؛ ۱۷ دسامبر ۱۹۱۹ میلادی – ۱۵ ژوئیهٔ ۲۰۰۱ میلادی) فیلم‌نامه‌نویس و کارگردان اهل ایالات متحده آمریکا بود.

## فیلم‌شناسی

### فیلم‌نامه‌نویس
- نجات دهندگان (۱۹۷۷ میلادی)
- روباه و سگ شکاری (۱۹۸۱ میلادی)
- دیگ سیاه (۱۹۸۵ میلادی)

### کارگردان
- روباه و سگ شکاری (۱۹۸۱ میلادی)
- دیگ سیاه (۱۹۸۵ میلادی)

### پویانمایی
- صد و یک سگ خالدار (۱۹۶۱ میلادی)

### آثار
- بامبی
- پیتر پن
- بانو و ولگرد
- آلیس در سرزمین عجایب
- روباه و سگ شکاری (۱۹۸۱ میلادی)
- نجات دهندگان (۱۹۷۷ میلادی)

## مرگ
او در سن ۸۱ سالگی در سال ۲۰۰۱ در لس آنجلس به مرگ طبیعی از دنیا رفت.